# Ventimiglia

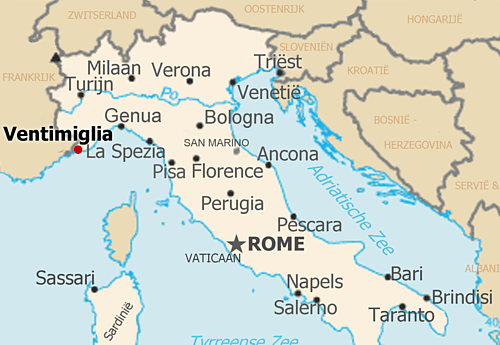
Ligging van de stad Ventimiglia

Ventimiglia (Frans: Vintimille), soms weergegeven als XXmiglia, is een plaats in de provincie Imperia en de regio Ligurië, Noord-Italië, aan de Golf van Genua. De stad ligt zeer dicht bij de grens met Frankrijk aan de monding van de rivier de Roia. De naam van de stad lijkt te wijzen op een afstand (20 mijl), maar komt van het oorspronkelijke Albom Intemeliom (Ligurisch voor “hoofdstad van de Intemelii”) of Album Intimilium (Latijn), dat later Vintimilium en Ventimiglia werd.
Veel verkeer tussen Zuid-Frankrijk en Noord-Italië gaat door of langs deze stad. Dit uit zich in twee internationale spoorlijnen van Zuid-Frankrijk naar Italië. De spoorlijn uit Marseille zet zich hier voort in de lijn naar Genua.
De Tenda-spoorlijn loopt naar het noorden, via het Franse Breil-sur-Roya naar het Italiaanse Cuneo.
De stad dateert uit de Romeinse tijd of eerder. In de stad zijn resten gevonden van Romeinse thermen en een theater. In het thermale complex zijn enkele goed bewaarde mozaïeken te bezichtigen. Ventimiglia werd in 1139 veroverd door de Genuezen en zou tot de negentiende eeuw, bij de oprichting van het Koninkrijk Italië Genuees blijven.
Ventimiglia trekt veel toeristen. Op vrijdag is er een weekmarkt aan zee.

## Bezienswaardigheden in en rondom Ventimiglia
Vooral de historische oude stad bevat een groot aantal monumenten, waarvan de belangrijkste zijn:
- Cattedrale di Santa Maria Assunta (Ventimiglia) (Maria Tenhemelopnemingskathedraal), een romaanse kathedraal met aangebouwde doopkapel.
- Chiesa di San Michele Arcangelo (Ventimiglia) (Aartsengel Michaëlkerk), uit de 10e eeuw.
- Porta Canarda, een oude stadspoort, daarbij nog resten van de 16e-eeuwse stadsmuur en vier andere poorten.
- Loggia del Parlamento, het voormalige stadhuis, uit de 15e eeuw

Hiernaast kan nog genoemd worden:
- De Mercato dei Fiori (bloemenmarkt), van 1922
- Giardini botanici Hanbury, botanische tuinen, gesticht in 1867
- Prehistorische grotten in de nabijheid, zie Balzi Rossi
- Een haven met havenfront

## Fotogalerij

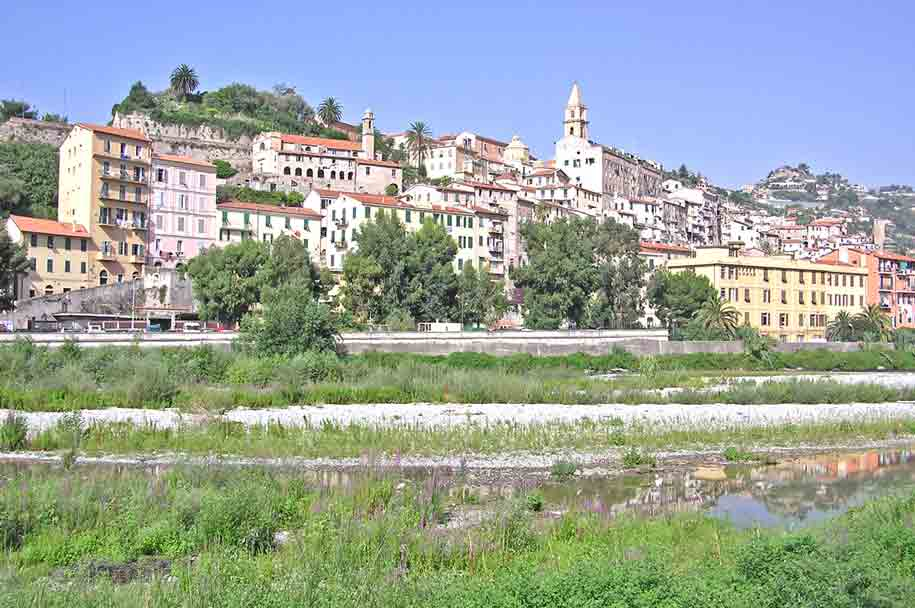
Uitzicht op de stad
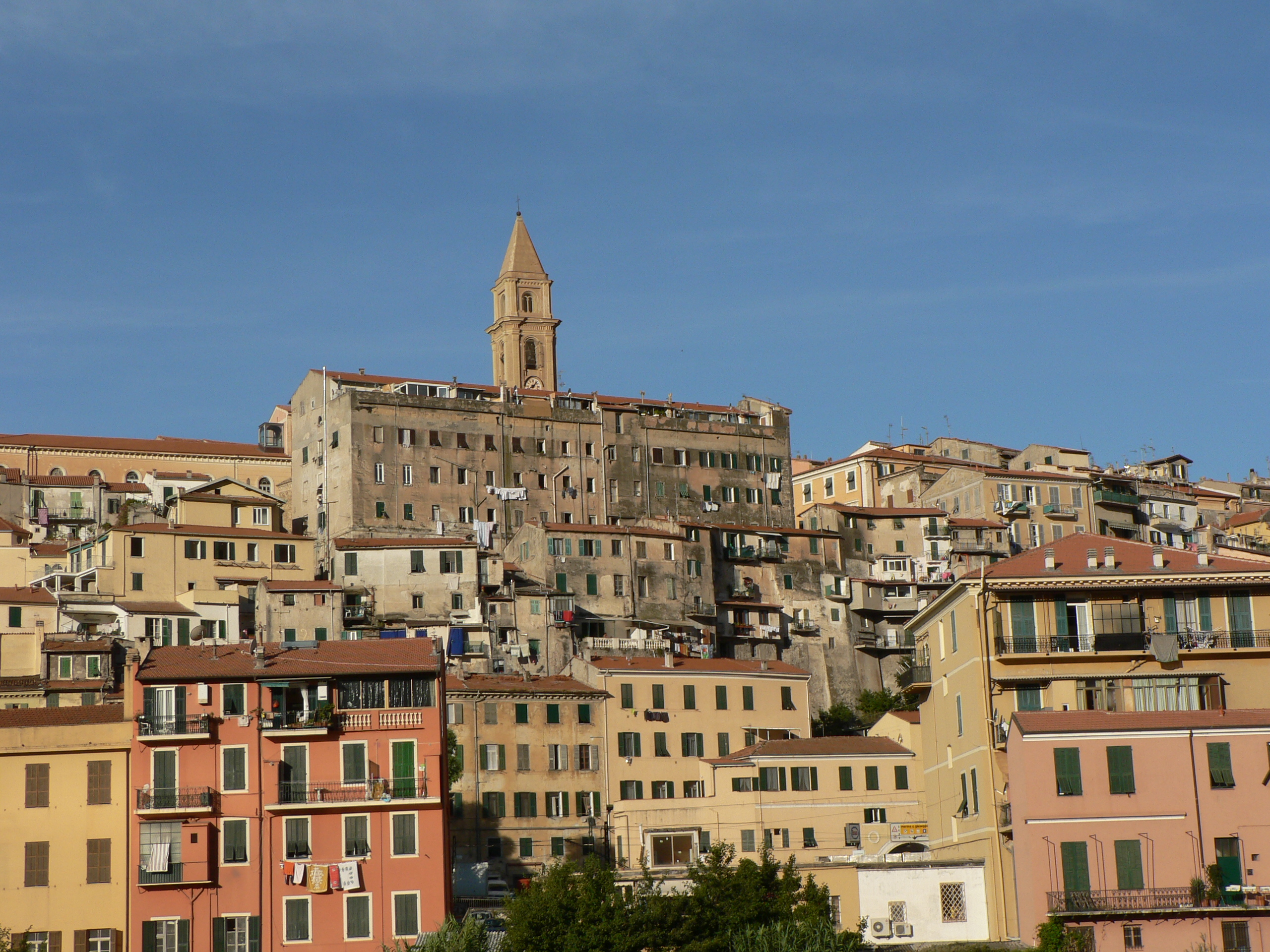
Centrum van Ventimiglia